# Fíala de Mégara
La Fíala de Mégara es una fíala (pátera de plata de la antigua Grecia, un vaso de libación, encontrado en una tumba de la Alta Macedonia cerca de la actual Kozani. 
Datada en c. 500 a. C., lleva una inscripción de una línea en griego dórico, que reza «sacrificada a la Atenea de Mégara». (en griego antiguo: Αθαναιας : ιαρα : τας Μhεγαροι, romanizado: Athanaias : iara : tas Mhegaroi. Actualmente se conserva en el Museo Arqueológico de Kozani, en el noroeste de Grecia.

## Descripción

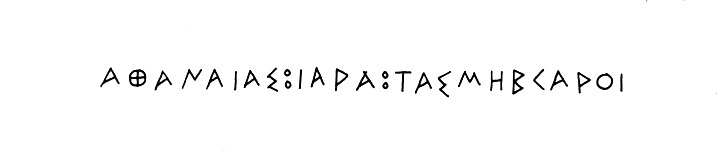
Reproducción de la inscripción, según L. H. Jeffery, “'The local scripts of archaic Greece”' (Oxford, 1961). Nótese el glifo parecido a la B para E en la sexta letra desde la derecha.

Por la referencia a Megara y a su conocido santuario de Atenea, se suele suponer que su procedencia es de esa ciudad, situada en el sur de Grecia, y data de principios del siglo V a. C.. Entre las características de su sistema de escritura se encuentra una forma arcaica de un glifo, similar a la B, para la letra E (épsilon), un rasgo que se encuentra con frecuencia en inscripciones antiguas de Mégara y la cercana Corinto. Sin embargo, James L. O'Neil, siguiendo a Hammond y Griffith, conjetura que la inscripción también podría haber sido escrita localmente en Macedonia. En este caso, constituiría el ejemplo más antiguo conocido de un dialecto griego local escrito en Macedonia y confirmaría la hipótesis —derivada de otro hallazgo arqueológico, la tablilla de maldición de Pella— de que el griego macedonio era de naturaleza dórica. O'Neil argumenta que existe evidencia de que un lugar en Macedonia también se llamaba Mégara, algo que también respaldan los registros de Plutarco:«...con órdenes de que huyeran a todo galope hasta llegar a Mégara, en la región de Macedonia...» y que la inscripción no muestra la forma arcaica específicamente megárica de épsilon. Sin embargo, las notas de L. H. Jefferey para «LSAG» sí muestran precisamente esta forma arcaica megarense.
De las formas lingüísticas de la inscripción, la palabra ἰαρά ('sagrado') se identifica inequívocamente como dórica. La forma arcaica del nombre de la diosa Atenea, Ἀθαναία(ς), es menos distintiva y podría aparecer en cualquier dialecto excepto en el jónico, mientras que el artículo genitivo τᾶς apunta a cualquier dialecto excepto el jónico y el ático. La forma del nombre Mégara, con la inicial mh-, refleja su origen etimológico *sm- y se encuentra con frecuencia en inscripciones de Mégara, pero también en otros lugares.